# Giovanni Savoi
Giovanni Savoi (Siena, ... – ...; fl. XVIII secolo) è stato un artigiano italiano del XVIII secolo.
Senese di nascita, fu attivo a Firenze come costruttore di strumenti scientifici verso la metà del Settecento.